# Hedemora Gammelgård
Koordinaten: 60° 17′ 3″ N, 15° 58′ 41″ O
Hedemora Gammelgård ist ein vom lokalen Heimatverein des schwedischen Ortes Hedemora betriebener Bauernhof, der gleichzeitig als Freilichtmuseum dient. Der Hof wurde 1915 eingeweiht und zählt so zu den ältesten seiner Art in Schweden. Auf dem Gelände wurden mehrere, für die Region typische, landwirtschaftliche Gebäude aufgebaut. Die Sammlung umfasst etwa 4.500 landwirtschaftliche Geräte. Hierbei dominieren Sensen, da sich im Ort eine überregional bedeutende Sensenschmiede befand. In den Sommermonaten ist auf dem Hof ein Café geöffnet. Das offizielle Mittsommerfest von Hedemora findet jedes Jahr auf dem Bauernhof statt.
Das Grundstück für den Bauernhof am See Hönsan wurde dem Verein 1908 von der Gemeindeverwaltung geschenkt. Besonders aktiv bei der Einrichtung des Freilichtmuseums war der Lokalpolitiker und Amateurhistoriker Karl Trotzig (1859–1939), der auf dem Gelände mit einer Büste geehrt wird. Als eines der ersten Gebäude konnte ein Doppelhaus aus dem Dorf Vikbyn ins Museum überführt werden. Bei der Einweihung am 12. Juni 1915 standen 8 Gebäude auf dem Gelände.

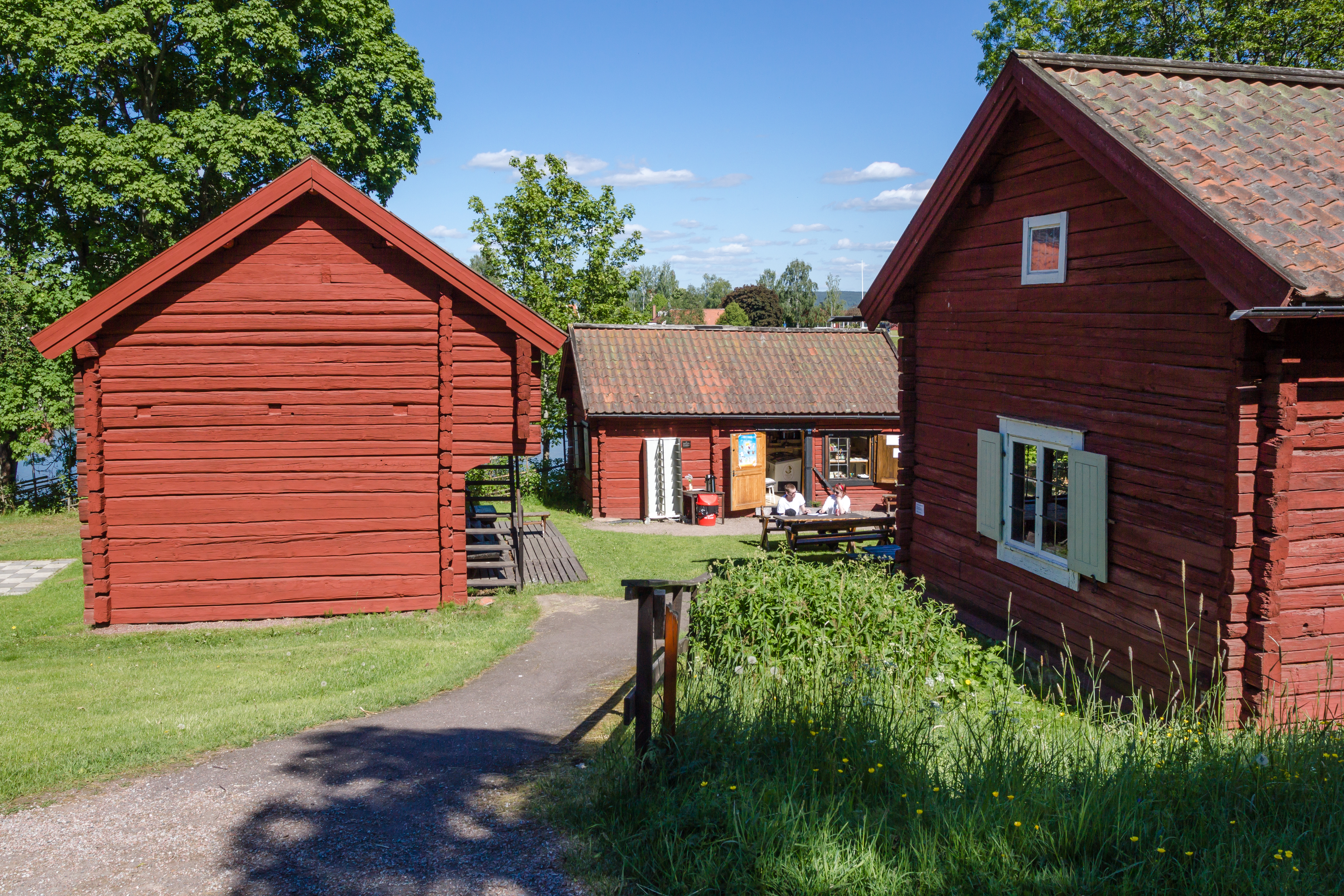
Drei Gebäude in Falunrot auf dem Bauernhof.
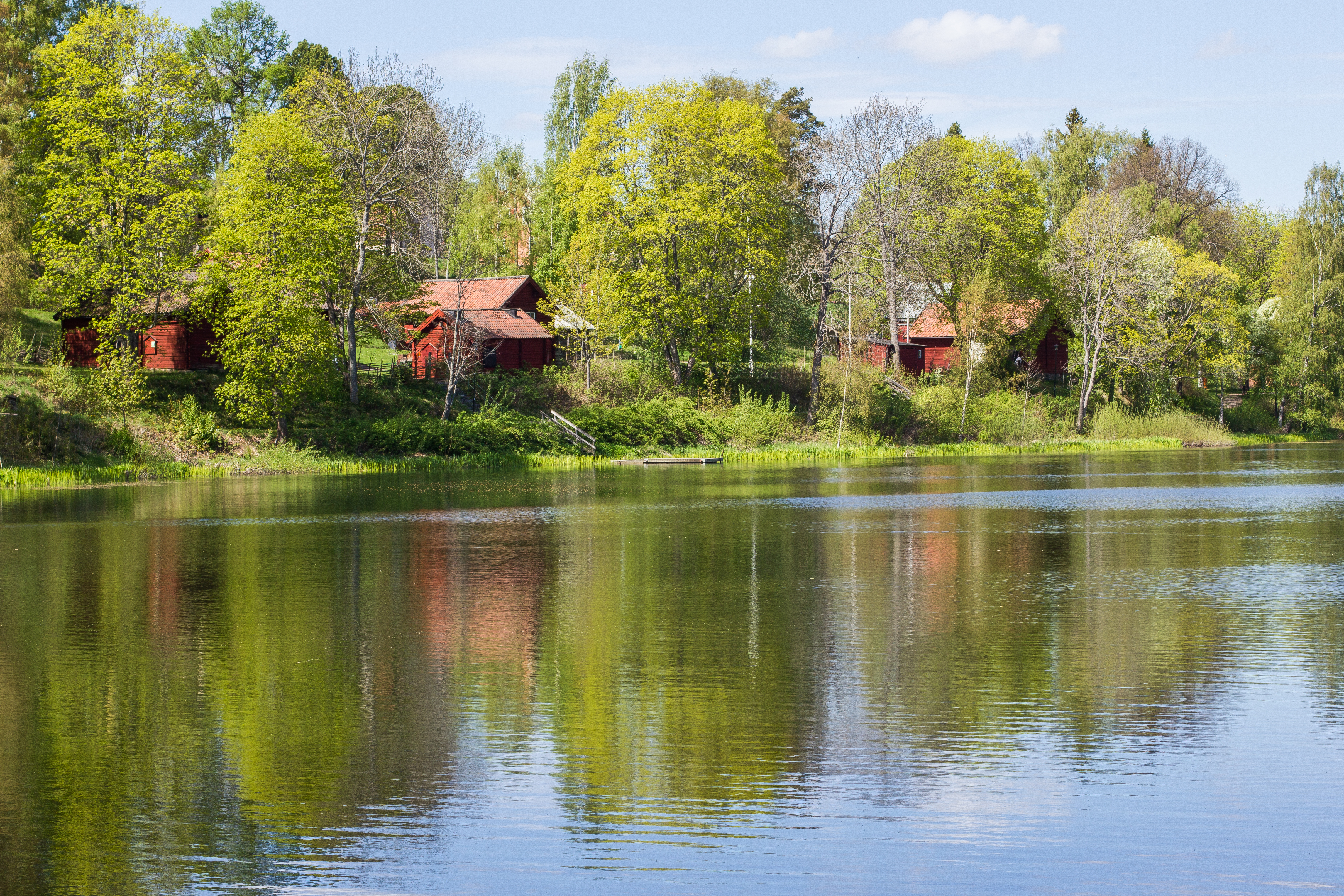
Blick über den See Hönsan zum Freilichtmuseum.
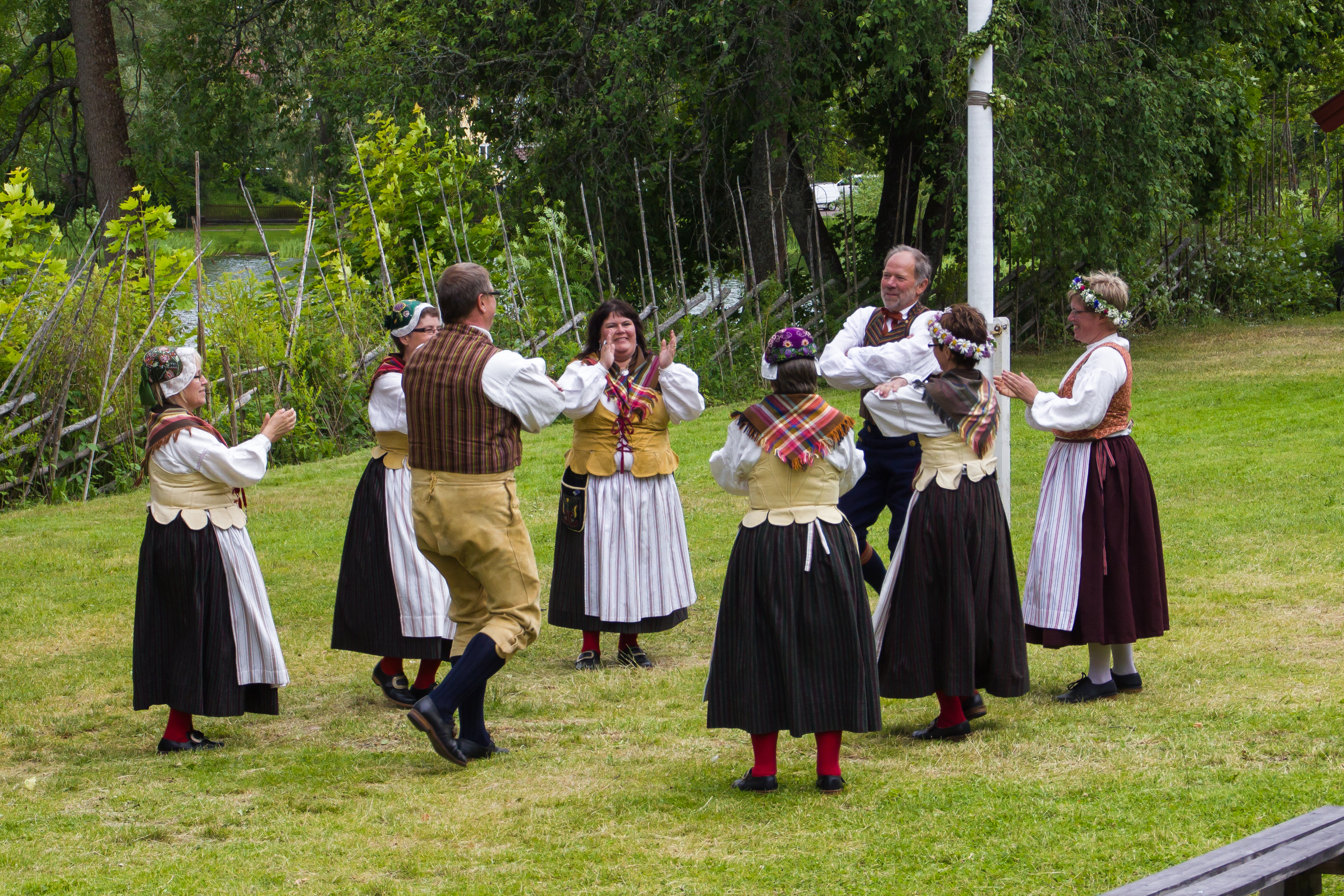
Volkstanz zum Mittsommerfest 2014.
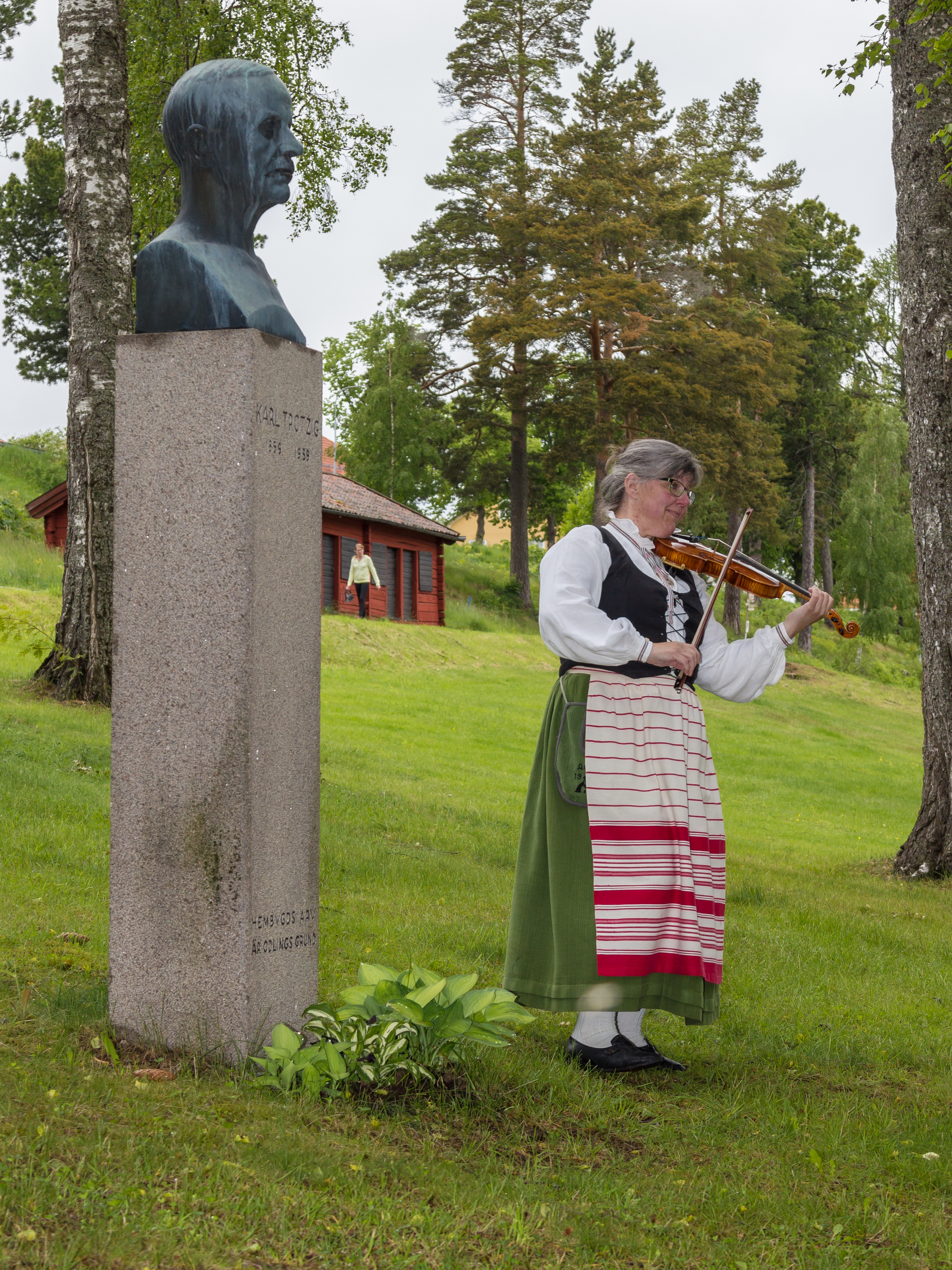
Geigenspielerin neben der Büste von Karl Trotzig anlässlich der 100-Jahr-Feier.